# Rugby-Union-Südamerikameisterschaft 1975
Die Rugby-Union-Südamerikameisterschaft 1975 (spanisch Sudamericano de Rugby 1975) war die neunte Ausgabe der südamerikanischen Kontinentalmeisterschaft in der Sportart Rugby Union. Sie fand 1975 in Paraguay statt und wurde von der Unión de Rugby del Paraguay organisiert. Teilnehmer waren die Nationalmannschaften von Argentinien, Brasilien, Chile, Paraguay und Uruguay. Austragungsort war das Stadion des Colegio San José in der Hauptstadt Asunción. Den Titel gewann zum neunten Mal Argentinien.

## Tabelle
Für einen Sieg gab es zwei Punkte, für ein Unentschieden einen Punkt, bei einer Niederlage null Punkte.
|    | Land        | Spiele | Siege | Unent. | Ndlg. | Spiel- punkte | Diff. | Tabellen- punkte |
| -- | ----------- | ------ | ----- | ------ | ----- | ------------- | ----- | ---------------- |
| 1. | Argentinien | 4      | 4     | 0      | 0     | 232:24        | + 208 | 8                |
| 2. | Chile       | 4      | 3     | 0      | 1     | 93:65         | + 28  | 6                |
| 3. | Uruguay     | 4      | 2     | 0      | 2     | 98:70         | + 28  | 4                |
| 4. | Brasilien   | 4      | 1     | 0      | 3     | 42:139        | − 97  | 2                |
| 5. | Paraguay    | 4      | 0     | 0      | 4     | 27:194        | − 167 | 0                |

## Ergebnisse
Punktesystem: 4 Punkte für einen Versuch, 2 Punkte für eine Erhöhung, 3 Punkte für einen Straftritt, 3 Punkte für ein Dropgoal, 3 Punkte für ein Goal from mark
| 20. September 1975 | Chile | 31 : 10 | Brasilien | Colegio San José, Asunción |
| 20. September 1975 |       |         |           | Colegio San José, Asunción |

| 21. September 1975 | Argentinien | 30 : 15       | Uruguay                                                            | Colegio San José, Asunción |
| 21. September 1975 | Versuche: Escalante Sanguinetti Erhöhungen: Sanguinetti (2) Straftritte: Sanguinetti (3) Dropgoals: Escalante Tomás Landajo Sanguinetti | (9:0) Bericht | Versuche: Etcheverria Erhöhungen: Zerbino Straftritte: Zerbino (3) | Colegio San José, Asunción |

| 21. September 1975 | Paraguay | 6 : 19 | Brasilien | Colegio San José, Asunción |
| 21. September 1975 |          |        |           | Colegio San José, Asunción |

| 23. September 1975 | Paraguay | 3 : 44 | Chile | Colegio San José, Asunción |
| 23. September 1975 |          |        |       | Colegio San José, Asunción |

| 23. September 1975 | Brasilien                  | 7 : 38         | Uruguay | Colegio San José, Asunción |
| 23. September 1975 | Versuche: 1 Straftritte: 1 | (4:13) Bericht | Versuche: Amorín Mendoza Minut Smith Zerbino (2) Erhöhungen: Mastroiani Smith (2) Zerbino Straftritte: Smith (2) | Colegio San José, Asunción |

| 25. September 1975 | Chile                       | 15 : 7        | Uruguay                              | Colegio San José, Asunción |
| 25. September 1975 | Straftritte: 4 Dropgoals: 1 | (9:0) Bericht | Versuche: Mutio Straftritte: Zerbino | Colegio San José, Asunción |

| 25. September 1975 | Paraguay | 0 : 93  | Argentinien | Colegio San José, Asunción |
| 25. September 1975 |          | Bericht | Versuche: Álvarez (3) Brouchou (3) Cato Giargia Iachetti Lucke Miguens (2) Minguez Muniz Sanguinetti Erhöhungen: de Forteza (11) Sanguinetti Straftritte: de Forteza (3) | Colegio San José, Asunción |

| 27. September 1975 | Argentinien | 64 : 6  | Brasilien          | Colegio San José, Asunción |
| 27. September 1975 | Versuche: Bach (2) Bozzo Brouchou d’Agnilo de Forteza (2) Devoto Minguez Ventura (2) Strafversuch Erhöhungen: Capalbo (2) de Forteza (6) | Bericht | Straftritte: Smith | Colegio San José, Asunción |

| 28. September 1975 | Argentinien | 45 : 3  | Chile               | Colegio San José, Asunción |
| 28. September 1975 | Versuche: Álvarez (2) Lucke Minguez Muniz Sanguinetti Erhöhungen: de Forteza (3) Straftritte: de Forteza Sanguinetti (2) Dropgoals: de Forteza (2) | Bericht | Straftritte: Bengoa | Colegio San José, Asunción |

| 28. September 1975 | Paraguay       | 18 : 38 | Uruguay | Colegio San José, Asunción |
| 28. September 1975 | (0:28) Bericht |         |         | Colegio San José, Asunción |